# 洛吉皮湖
洛吉皮湖（Logipi）是東非國家肯尼亚的鹹水湖，位於東非大裂谷北部蘇古塔河谷的北端，該湖長6公里、寬3公里，最大深度3至5米，湖水酸鹼值約9.5至10.5，是火烈鳥的棲息地。